# Tortistilus curvata
Tortistilus curvata är en insektsart som beskrevs av Caldwell. Tortistilus curvata ingår i släktet Tortistilus och familjen hornstritar. Inga underarter finns listade i Catalogue of Life.